# Hans Junkermann (Schauspieler)

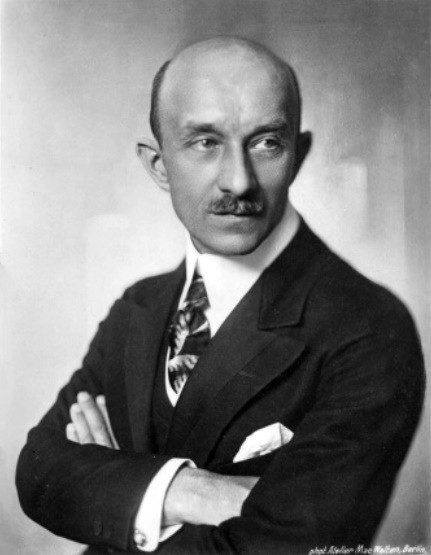
Hans Junkermann etwa 1920

Hans Ferdinand Junkermann (* 24. Februar 1872 in Stuttgart; † 12. Juni 1943 in Berlin) war ein deutscher Schauspieler.

## Leben
Der Sohn des Hofschauspielers August Junkermann und seiner Ehefrau, der Schauspielerin Rosa Le Seur, machte sein Abitur und schloss sich nach einem abgebrochenen Studium an einem Militärpädagogium in Berlin der väterlichen Wanderbühne an. Es folgte eine Theatertournee durch die USA und sein Debüt in dem Stück Onkel Bräsig von Fritz Reuter am 31. Oktober 1893 am Zentral-Theater Berlin, wo sein Vater die Leitung übernommen hatte. Weitere Stationen Junkermanns als Theaterschauspieler waren 1895 das Thalia-Theater in Hamburg, das Theater von Weimar, das Hoftheater in Wiesbaden und ab 1896 das Thalia-Theater in Berlin. Von 1902 bis 1915 gehörte er zum Ensemble des Trianon-Theaters.
1911 gab er seinen Einstand als Stummfilmschauspieler. Wegen verlockender weiterer Filmangebote löste er 1915 seinen Theatervertrag und beschränkte sich in den folgenden Jahren auf Gastauftritte an Berliner Bühnen. Der schlaksig wirkende Junkermann, dessen Markenzeichen sein Schnauzbart war, entwickelte sich zum vielbeschäftigten Nebendarsteller des deutschen Films. 1930 spielte er in Hollywood dreimal in deutschen Versionen amerikanischer Produktionen. Wieder in Deutschland, übernahm er von 1931 bis 1934 die Leitung des Schauspielhauses Steglitz, 1933 war er Mitbegründer des Film- und Bühnenclubs Kameradschaft der Deutschen Künstler. 1940 erhielt er die Ernennung zum Staatsschauspieler.
Bis zuletzt stand Hans Junkermann an Berliner Theatern auf der Bühne, zum Beispiel im Theater am Schiffbauerdamm. Er starb 1943 im Alter von 71 Jahren in Berlin. Sein Grab auf dem Friedhof Heerstraße in Berlin-Westend ist nicht erhalten.
Junkermann war seit 1911 mit der Schauspielerin Julia Serda verheiratet und der Stiefvater von Charlotte Serda. Sein Bruder Fritz (1883–1942) war ebenfalls Schauspieler.

## Filmografie (Auswahl)
- 1911: Vater und Sohn
- 1913: Wo ist Coletti?
- 1916: Fritzis toller Einfall
- 1916: Der Schirm mit dem Schwan
- 1918: Keimendes Leben (2 Teile)
- 1919: Flimmersterne
- 1919: Das Mädchen aus dem wilden Westen
- 1920: Die Kwannon von Okadera
- 1920: Der Staatsanwalt
- 1920: Das Mädchen aus der Ackerstraße. 1. Teil
- 1921: Hamlet
- 1921: Hazard
- 1921: Das Spiel mit dem Feuer
- 1922: Der Taugenichts
- 1922: Der blinde Passagier
- 1922: Dr. Mabuse, der Spieler (2 Teile)
- 1922: Die Dame und ihr Friseur
- 1922: Sodoms Ende
- 1922: Gespenster
- 1922: Lola Montez, die Tänzerin des Königs
- 1922: Das Weib auf dem Panther
- 1923: Die Fledermaus
- 1923: Die große Unbekannte (zwei Teile)
- 1923: Nanon
- 1924: Königsliebchen
- 1924: Ein Traum vom Glück
- 1924: Colibri
- 1924: Rex Mundi
- 1925: Der Farmer aus Texas
- 1925: Liebe und Trompetenblasen
- 1925: Die unberührte Frau
- 1925: Luxusweibchen
- 1925: Blitzzug der Liebe
- 1925: Der Tänzer meiner Frau
- 1925: Das Mädchen mit der Protektion
- 1925: Herrn Filip Collins Abenteuer
- 1926: Manon Lescaut
- 1926: Prinzessin Trulala
- 1926: Annemarie und ihr Ulan
- 1926: Die Fürstin der Riviera
- 1926: Die keusche Susanne
- 1926: An der schönen blauen Donau
- 1926: Durchlaucht Radieschen
- 1927: Die Geliebte
- 1927: Die tolle Lola
- 1927: Der Fürst von Pappenheim
- 1927: Das Heiratsnest
- 1927: Der Orlow
- 1927: Der Bettelstudent
- 1928: Dragonerliebchen
- 1928: Die beiden Seehunde
- 1928: Mikosch rückt ein
- 1928: Liebe im Mai
- 1928: Die Zirkusprinzessin
- 1928: Der Mann mit dem Laubfrosch
- 1928: Was ist los mit Nanette?
- 1929: Sündig und süß
- 1929: Das verschwundene Testament
- 1930: Delikatessen
- 1930: Zapfenstreich am Rhein
- 1930: Der Detektiv des Kaisers
- 1930: Er oder ich
- 1930: Liebeswalzer
- 1931: Schatten der Unterwelt
- 1931: Der Storch streikt. Siegfried der Matrose
- 1931: Man braucht kein Geld
- 1931: Anna Christie
- 1931: Die Fledermaus
- 1932: Die Tänzerin von Sanssouci
- 1932: Glück über Nacht
- 1933: Ein Lied für Dich
- 1933: Der Page vom Dalmasse-Hotel
- 1933: Die kleine Schwindlerin
- 1933: Heimat am Rhein
- 1933: Die Blume von Hawaii
- 1933: Ist mein Mann nicht fabelhaft?
- 1934: Einmal eine große Dame sein
- 1934: Pipin der Kurze
- 1934: Die Czardasfürstin
- 1934: Musik im Blut
- 1934: Regine
- 1935: Artisten
- 1935: Der junge Graf
- 1935: Der Außenseiter
- 1936: Drei Mäderl um Schubert
- 1936: Eine Frau ohne Bedeutung
- 1936: Der lustige Witwenball
- 1937: Die göttliche Jette
- 1937: Der Mann, der Sherlock Holmes war
- 1938: Der unmögliche Herr Pitt
- 1938: Fortsetzung folgt
- 1938: Unsere kleine Frau
- 1939: Salonwagen E 417
- 1939: Das Ekel
- 1939: Frau am Steuer
- 1939: Verdacht auf Ursula
- 1940: Liebesschule
- 1940: Der Herr im Haus
- 1940: Der Kleinstadtpoet
- 1940: Bismarck
- 1943: Altes Herz wird wieder jung
- 1943: Münchhausen
- 1943: Akrobat schö-ö-ö-n